# Liste der Herzkino-Filme
Dies ist eine Liste der Filme der Reihe Der große ZDF-Sonntagsfilm (Sendetitel 1987 bis 2009) beziehungsweise ZDF-Herzkino (Sendetitel seit 2009). Die Liste beinhaltet eine Reihe von vom ZDF ausgestrahlten Fernsehfilmen, die sonntags um 20.15 Uhr ihren Sendeplatz haben.
Die einzelnen Filme, die unter dieser Rubrik laufen, dauern circa 90 Minuten und haben fast immer eine Liebes- beziehungsweise Familiengeschichte zum Inhalt, oftmals basierend auf einem Roman. Einige der Schriftsteller, die ganz entscheidend zu dieser Reihe beitragen, sind: Rosamunde Pilcher (seit 1997), Christiane Sadlo alias „Inga Lindström“ (seit 2004), Nora Roberts (seit 2007), Dora Heldt (seit 2009) und Kerstin Gier (Chaos-Queens, seit 2017). Daneben sind über die Jahre mehrere separate Filmreihen auf den Sendeplatz gesendet worden, die auf keiner Romanvorlage basieren, wie etwa Wolfgang Rademanns Das Traumschiff, Im Tal der wilden Rosen (2006 bis 2008), Ein Sommer in … (seit 2009), Frühling (seit 2013), Ella Schön (2018 bis 2022), Nächste Ausfahrt Glück (seit 2021), Dr. Nice (seit 2023), Mit Herz und Holly (2023 bis 2024) und Neuer Wind im Alten Land (seit 2024). Vereinzelt werden auch Einzelfilme auf den Sonntagsfilmplatz des ZDF erstgesendet.
Von 2018 bis 2021 lief der Ableger Herzkino.Märchen, bei dem Märchen der Brüder Grimm auf die heutige Zeit gemünzt wurden.
Bisher wurden folgende Filme im Rahmen des großen ZDF-Sonntagsfilms (1987 bis 2009) bzw. im ZDF-Herzkino (ab 2009) ausgestrahlt:
| Inhaltsübersicht                              |
| --------------------------------------------- |
| 1991–2000 2001–2010 2011–2015 2016–2020 2021– |

| Filmtitel | Erstausstrahlung                          | Regie                  | Anmerkungen                                                     |
| --- | ----------------------------------------- | ---------------------- | --------------------------------------------------------------- |
| 1991–2000 |                                           |                        |                                                                 |
| Rosamunde Pilcher: Die Muschelsucher Titel bei der Erstausstrahlung: Liebe ohne Fesseln                                                             | 14. Jan. 1991                             | Waris Hussein          | Rosamunde-Pilcher-Verfilmung durch GB/USA (ohne Zählung)        |
| Rosamunde Pilcher: Die Muschelsucher Titel bei der Erstausstrahlung: Liebe ohne Fesseln                                                             | 23. Apr. 1997(ZDF)                        | Waris Hussein          | Rosamunde-Pilcher-Verfilmung durch GB/USA (ohne Zählung)        |
| Rosamunde Pilcher: Stürmische Begegnung | 30. Okt. 1993                             | Helmut Förnbacher      | 001. Film der Rosamunde-Pilcher-Reihe des ZDF                   |
| Rosamunde Pilcher: Wilder Thymian | 23. Okt. 1994                             | Gero Erhardt           | 002. Film der Rosamunde-Pilcher-Reihe                           |
| Rosamunde Pilcher: Karussell des Lebens | 13. Nov. 1994                             | Rolf von Sydow         | 003. Film der Rosamunde-Pilcher-Reihe                           |
| Rosamunde Pilcher: Wechselspiel der Liebe | 15. Jan. 1995                             | Rolf von Sydow         | 004. Film der Rosamunde-Pilcher-Reihe                           |
| Rosamunde Pilcher: Das Ende eines Sommers | 5. Feb. 1995                              | Hans-Jürgen Tögel      | 005. Film der Rosamunde-Pilcher-Reihe                           |
| Rosamunde Pilcher: Sommer am Meer | 15. Okt. 1995                             | Hans-Jürgen Tögel      | 006. Film der Rosamunde-Pilcher-Reihe                           |
| Rosamunde Pilcher: Schlafender Tiger | 5. Nov. 1995                              | Rolf von Sydow         | 007. Film der Rosamunde-Pilcher-Reihe                           |
| Rosamunde Pilcher: Wolken am Horizont | 10. Dez. 1995                             | Rolf von Sydow         | 008. Film der Rosamunde-Pilcher-Reihe                           |
| Rosamunde Pilcher: Schneesturm im Frühling | 4. Feb. 1996                              | Rolf von Sydow         | 009. Film der Rosamunde-Pilcher-Reihe                           |
| Rosamunde Pilcher: Lichterspiele | 3. März 1996                              | Thomas Nikel           | 010. Film der Rosamunde-Pilcher-Reihe                           |
| Rosamunde Pilcher: September (1) + (2) | 7. Apr. 1996                              | Colin Bucksey          | 011. Film der Rosamunde-Pilcher-Reihe                           |
| Rosamunde Pilcher: September (1) + (2) | 8. Apr. 1996                              | Colin Bucksey          | 011. Film der Rosamunde-Pilcher-Reihe                           |
| Rosamunde Pilcher: Das Haus an der Küste | 3. Nov. 1996                              | Dieter Kehler          | 012. Film der Rosamunde-Pilcher-Reihe                           |
| Rosamunde Pilcher: Eine besondere Liebe | 25. Dez. 1996                             | Peter Deutsch          | 013. Film der Rosamunde-Pilcher-Reihe                           |
| Rosamunde Pilcher: Wind der Hoffnung | 16. Feb. 1997                             | Rolf von Sydow         | 014. Film der Rosamunde-Pilcher-Reihe                           |
| Rosamunde Pilcher: Irrwege des Herzens | 9. März 1997                              | Karola Meeder          | 015. Film der Rosamunde-Pilcher-Reihe                           |
| Rosamunde Pilcher: Stunden der Entscheidung | 30. März 1997                             | Karola Meeder          | 016. Film der Rosamunde-Pilcher-Reihe                           |
| Rosamunde Pilcher: Die zweite Chance | 31. Juli 1997                             | Dieter Kehler          | 017. Film der Rosamunde-Pilcher-Reihe                           |
| Rosamunde Pilcher: Zwei Schwestern | 16. Nov. 1997                             | Rolf von Sydow         | 018. Film der Rosamunde-Pilcher-Reihe                           |
| Rosamunde Pilcher: Der Preis der Liebe | 15. Feb. 1998                             | Rolf von Sydow         | 019. Film der Rosamunde-Pilcher-Reihe                           |
| Rosamunde Pilcher: Heimkehr (1) und (2) | 1. Juni 1998                              | Giles Foster           | 020. Film der Rosamunde-Pilcher-Reihe                           |
| Rosamunde Pilcher: Heimkehr (1) und (2) | 7. Juni 1998                              | Giles Foster           | 020. Film der Rosamunde-Pilcher-Reihe                           |
| Rosamunde Pilcher: Rückkehr ins Paradies | 20. Sep. 1998                             | Dieter Kehler          | 021. Film der Rosamunde-Pilcher-Reihe                           |
| Rosamunde Pilcher: Melodie der Herzen | 6. Dez. 1998                              | Hans-Jürgen Tögel      | 022. Film der Rosamunde-Pilcher-Reihe                           |
| Rosamunde Pilcher: Magie der Liebe | 17. Jan. 1999                             | Rolf von Sydow         | 023. Film der Rosamunde-Pilcher-Reihe                           |
| Rosamunde Pilcher: Rosen im Sturm | 14. Feb. 1999                             | Stefan Bartmann        | 024. Film der Rosamunde-Pilcher-Reihe                           |
| Rosamunde Pilcher: Dornen im Tal der Blumen | 10. März 1999                             | Dieter Kehler          | 025. Film der Rosamunde-Pilcher-Reihe                           |
| Rosamunde Pilcher: Das große Erbe (1) und (2) | 23. Mai 1999                              | Simon Langton          | 026. Film der Rosamunde-Pilcher-Reihe                           |
| Rosamunde Pilcher: Das große Erbe (1) und (2) | 24. Mai 1999                              | Simon Langton          | 026. Film der Rosamunde-Pilcher-Reihe                           |
| Rosamunde Pilcher: Klippen der Liebe | 19. Sep. 1999                             | Dieter Kehler          | 027. Film der Rosamunde-Pilcher-Reihe                           |
| Rosamunde Pilcher: Möwen im Wind | 28. Nov. 1999                             | Rolf von Sydow         | 028. Film der Rosamunde-Pilcher-Reihe                           |
| Rosamunde Pilcher: Blüte des Lebens | 12. Dez. 1999                             | Gero Erhardt           | 029. Film der Rosamunde-Pilcher-Reihe                           |
| Rosamunde Pilcher: Der lange Weg zum Glück | 16. Jan. 2000                             | Dieter Kehler          | 030. Film der Rosamunde-Pilcher-Reihe                           |
| Rosamunde Pilcher: Zeit der Erkenntnis | 23. Apr. 2000                             | Erich Neureuther       | 031. Film der Rosamunde-Pilcher-Reihe                           |
| Rosamunde Pilcher: Zerrissene Herzen | 15. Okt. 2000                             | Michael Steinke        | 032. Film der Rosamunde-Pilcher-Reihe                           |
| Rosamunde Pilcher: Ruf der Vergangenheit | 12. Nov. 2000                             | Rolf von Sydow         | 033. Film der Rosamunde-Pilcher-Reihe                           |
| Rosamunde Pilcher: Im Licht des Feuers | 17. Dez. 2000                             | Hans Werner            | 034. Film der Rosamunde-Pilcher-Reihe                           |
| 2001–2010 |                                           |                        |                                                                 |
| Rosamunde Pilcher: Die Rose von Kerrymore | 7. Jan. 2001                              | Axel de Roche          | 035. Film der Rosamunde-Pilcher-Reihe                           |
| Rosamunde Pilcher: Küste der Träume | 4. Feb. 2001                              | Dieter Kehler          | 036. Film der Rosamunde-Pilcher-Reihe                           |
| Rosamunde Pilcher: Kinder des Glücks | 11. Nov. 2001                             | Michael Steinke        | 037. Film der Rosamunde-Pilcher-Reihe                           |
| Rosamunde Pilcher: Wind über dem Fluss | 11. Nov. 2001                             | Dieter Kehler          | 038. Film der Rosamunde-Pilcher-Reihe                           |
| Rosamunde Pilcher: Blumen im Regen | 16. Dez. 2001                             | Ralf Gregan            | 039. Film der Rosamunde-Pilcher-Reihe                           |
| Rosamunde Pilcher: Wenn nur noch Liebe zählt | 10. Feb. 2002                             | Dieter Kehler          | 040. Film der Rosamunde-Pilcher-Reihe                           |
| Rosamunde Pilcher: Morgen träumen wir gemeinsam | 1. Apr. 2002                              | Rolf von Sydow         | 041. Film der Rosamunde-Pilcher-Reihe                           |
| Rosamunde Pilcher: Mit den Augen der Liebe | 15. Sep. 2002                             | Richard Engel          | 042. Film der Rosamunde-Pilcher-Reihe                           |
| Rosamunde Pilcher: Bis ans Ende der Welt | 8. Dez. 2002                              | Dieter Kehler          | 043. Film der Rosamunde-Pilcher-Reihe                           |
| Rosamunde Pilcher: Sternschnuppen im August | 5. Jan. 2003                              | Dieter Kehler          | 044. Film der Rosamunde-Pilcher-Reihe                           |
| Rosamunde Pilcher: Paradies der Träume | 2. Feb. 2003                              | Axel de Roche          | 045. Film der Rosamunde-Pilcher-Reihe                           |
| Rosamunde Pilcher: Flamme der Liebe | 9. März 2003                              | Axel de Roche          | 046. Film der Rosamunde-Pilcher-Reihe                           |
| Rosamunde Pilcher: Gewissheit des Herzens | 9. Nov. 2003                              | Dieter Kehler          | 047. Film der Rosamunde-Pilcher-Reihe                           |
| Rosamunde Pilcher: Wintersonne | 25. Dez. 2003                             | Martyn Friend          | 048. Film der Rosamunde-Pilcher-Reihe                           |
| Rosamunde Pilcher: Federn im Wind | 4. Jan. 2004                              | Michael Faust          | 049. Film der Rosamunde-Pilcher-Reihe                           |
| Rosamunde Pilcher: Wege der Liebe | 18. Jan. 2004                             | Michael Steinke        | 050. Film der Rosamunde-Pilcher-Reihe                           |
| Inga Lindström: Sehnsucht nach Marielund | 25. Jan. 2004                             | Karola Meeder          | 001. Film der Inga-Lindström-Reihe                              |
| Inga Lindström: Begegnung am Meer | 8. Feb. 2004                              | Karola Meeder          | 002. Film der Inga-Lindström-Reihe                              |
| Inga Lindström: Wind über den Schären | 7. März 2004                              | Michael Steinke        | 003. Film der Inga-Lindström-Reihe                              |
| Rosamunde Pilcher: Solange es dich gibt | 29. März 2004                             | Dieter Kehler          | 051. Film der Rosamunde-Pilcher-Reihe                           |
| Rosamunde Pilcher: Liebe im Spiel | 25. Apr. 2004                             | Dieter Kehler          | 052. Film der Rosamunde-Pilcher-Reihe                           |
| Rosamunde Pilcher: Traum eines Sommers | 19. Sep. 2004                             | Dieter Kehler          | 053. Film der Rosamunde-Pilcher-Reihe                           |
| Inga Lindström: Die Farm am Mälarsee | 31. Okt. 2004                             | Karola Meeder          | 004. Film der Inga-Lindström-Reihe                              |
| Rosamunde Pilcher: Tiefe der Gefühle | 5. Dez. 2004                              | Dieter Kehler          | 054. Film der Rosamunde-Pilcher-Reihe                           |
| Rosamunde Pilcher: Dem Himmel so nah | 25. Dez. 2004                             | Dieter Kehler          | 055. Film der Rosamunde-Pilcher-Reihe                           |
| Rosamunde Pilcher: Vermächtnis der Liebe | 2. Jan. 2005                              | Dieter Kehler          | 056. Film der Rosamunde-Pilcher-Reihe                           |
| Inga Lindström: Inselsommer | 23. Jan. 2005                             | Karola Meeder          | 005. Film der Inga-Lindström-Reihe                              |
| Rosamunde Pilcher: Königin der Nacht | 6. Feb. 2005                              | Karsten Wichniarz      | 057. Film der Rosamunde-Pilcher-Reihe                           |
| Inga Lindström: Entscheidung am Fluss | 27. Feb. 2005                             | Oliver Dommenget       | 006. Film der Inga-Lindström-Reihe                              |
| Rosamunde Pilcher: Segel der Liebe | 28. März 2005                             | Michael Steinke        | 058. Film der Rosamunde-Pilcher-Reihe                           |
| Inga Lindström: Mittsommerliebe | 3. Apr. 2005                              | Oliver Dommenget       | 007. Film der Inga-Lindström-Reihe                              |
| Inga Lindström: Der Weg zu dir | 1. Mai 2005                               | Helmut Förnbacher      | 008. Film der Inga-Lindström-Reihe                              |
| Rosamunde Pilcher: Über den Wolken | 2. Okt. 2005                              | Thomas Hezel           | 059. Film der Rosamunde-Pilcher-Reihe                           |
| Inga Lindström: Sprung ins Glück | 13. Nov. 2005                             | Heidi Kranz            | 009. Film der Inga-Lindström-Reihe                              |
| Inga Lindström: Im Sommerhaus | 11. Dez. 2005                             | Heidi Kranz            | 010. Film der Inga-Lindström-Reihe                              |
| Rosamunde Pilcher: Zauber der Liebe | 25. Dez. 2005                             | Giles Foster           | 060. Film der Rosamunde-Pilcher-Reihe                           |
| Rosamunde Pilcher: Der Himmel über Cornwall | 28. Dez. 2005                             | Michael Faust          | 061. Film der Rosamunde-Pilcher-Reihe                           |
| Inga Lindström: Das Geheimnis von Svenaholm | 15. Jan. 2006                             | John Delbridge         | 011. Film der Inga-Lindström-Reihe                              |
| Rosamunde Pilcher: Land der Sehnsucht | 22. Jan. 2006                             | Dieter Kehler          | 062. Film der Rosamunde-Pilcher-Reihe                           |
| Im Tal der wilden Rosen: Was das Herz befiehlt | 29. Jan. 2006                             | Oliver Dommenget       | 001. Film der Reihe Im Tal der wilden Rosen                     |
| Rosamunde Pilcher: Sommer des Erwachens | 5. Feb. 2006                              | Dieter Kehler          | 063. Film der Rosamunde-Pilcher-Reihe                           |
| Im Tal der wilden Rosen: Verzicht aus Liebe | 12. Feb. 2006                             | Oliver Dommenget       | 002. Film der Reihe Im Tal der wilden Rosen                     |
| Im Tal der wilden Rosen: Bis ans Ende der Welt | 12. März 2006                             | Dieter Kehler          | 003. Film der Reihe Im Tal der wilden Rosen                     |
| Inga Lindström: In den Netzen der Liebe | 26. März 2006                             | John Delbridge         | 012. Film der Inga-Lindström-Reihe                              |
| Inga Lindström: In den Spuren der Liebe | 14. Mai 2006                              | Heidi Kranz            | 013. Film der Inga-Lindström-Reihe                              |
| Inga Lindström: Die Frau am Leuchtturm | 10. Sep. 2006                             | Andi Niessner          | 014. Film der Inga-Lindström-Reihe                              |
| Rosamunde Pilcher: Wo die Liebe begann | 17. Sep. 2006                             | Dieter Kehler          | 064. Film der Rosamunde-Pilcher-Reihe                           |
| Rosamunde Pilcher: Die Liebe ihres Lebens | 8. Okt. 2006                              | Michael Steinke        | 065. Film der Rosamunde-Pilcher-Reihe                           |
| Liebe, Babys und ein großes Herz | 15. Okt. 2006                             | John Delbridge         | 001. Film der Fernsehserie 0000Liebe, Babys und ein großes Herz |
| Inga Lindström: Wolken über Sommarholm | 26. Nov. 2006                             | Karola Meeder          | 015. Film der Inga-Lindström-Reihe                              |
| Rosamunde Pilcher: Und plötzlich war es Liebe | 3. Dez. 2006                              | Dieter Kehler          | 066. Film der Rosamunde-Pilcher-Reihe                           |
| Rosamunde Pilcher: Die Muschelsucher | 25. Dez. 2006                             | Piers Haggard          | 067. Film der Rosamunde-Pilcher-Reihe                           |
| Inga Lindström: Emma Svensson und die Liebe | 7. Jan. 2007                              | Karola Meeder          | 016. Film der Inga-Lindström-Reihe                              |
| Im Tal der wilden Rosen: Herz im Wind | 28. Jan. 2007                             | Oliver Dommenget       | 004. Film der Reihe Im Tal der wilden Rosen                     |
| Rosamunde Pilcher: Wiedersehen am Fluss | 4. Feb. 2007                              | Stefan Bartmann        | 068. Film der Rosamunde-Pilcher-Reihe                           |
| Inga Lindström: Sommertage am Lilja-See | 18. Feb. 2007                             | John Delbridge         | 017. Film der Inga-Lindström-Reihe                              |
| Inga Lindström: Vickerby für immer | 25. März 2007                             | John Delbridge         | 018. Film der Inga-Lindström-Reihe                              |
| Rosamunde Pilcher: Sommer der Liebe | 9. Apr. 2007                              | Thomas Hezel           | 069. Film der Rosamunde-Pilcher-Reihe                           |
| Rosamunde Pilcher: Flügel der Hoffnung | 15. Apr. 2007                             | Dieter Kehler          | 070. Film der Rosamunde-Pilcher-Reihe                           |
| Rosamunde Pilcher: Der Mann meiner Träume | 23. Sep. 2007                             | Dieter Kehler          | 071. Film der Rosamunde-Pilcher-Reihe                           |
| Inga Lindström: Die Pferde von Katarinaberg | 30. Sep. 2007                             | Michael Steinke        | 019. Film der Inga-Lindström-Reihe                              |
| Rosamunde Pilcher: Sieg der Liebe | 7. Okt. 2007                              | Dieter Kehler          | 072. Film der Rosamunde-Pilcher-Reihe                           |
| Inga Lindström: Ein Wochenende in Söderholm | 14. Okt. 2007                             | Michael Steinke        | 020. Film der Inga-Lindström-Reihe                              |
| Rosamunde Pilcher: Nebel über Schloss Kilrush | 11. Nov. 2007                             | Andi Niessner          | 073. Film der Rosamunde-Pilcher-Reihe                           |
| Mein Herz in Afrika | 25. Nov. 2007                             | John Delbridge         | 0000Einzelfilm                                                  |
| Rosamunde Pilcher: Aus Liebe und Leidenschaft | 2. Dez. 2007                              | Karl Kases             | 074. Film der Rosamunde-Pilcher-Reihe                           |
| Rosamunde Pilcher: Wind über der See | 23. Dez. 2007                             | Thomas Herrmann        | 075. Film der Rosamunde-Pilcher-Reihe                           |
| Inga Lindström: Sommer der Entscheidung | 3. Feb. 2008                              | Andi Niessner          | 021. Film der Inga-Lindström-Reihe                              |
| Rosamunde Pilcher: Pfeile der Liebe | 9. März 2008                              | John Delbridge         | 076. Film der Rosamunde-Pilcher-Reihe                           |
| Inga Lindström: Der Zauber von Sandbergen | 6. Apr. 2008                              | Karola Meeder          | 022. Film der Inga-Lindström-Reihe                              |
| Inga Lindström: Hochzeit in Hardingsholm | 4. Mai 2008                               | Karola Meeder          | 023. Film der Inga-Lindström-Reihe                              |
| Rosamunde Pilcher: Melodie der Liebe | 14. Sep. 2008                             | Dieter Kehler          | 077. Film der Rosamunde-Pilcher-Reihe                           |
| Inga Lindström: Rasmus und Johanna | 19. Okt. 2008                             | Gunter Krää            | 024. Film der Inga-Lindström-Reihe                              |
| Inga Lindström: Sommer in Norrsunda | 14. Dez. 2008                             | Thomas Herrmann        | 025. Film der Inga-Lindström-Reihe                              |
| Rosamunde Pilcher: Herzen im Wind | 21. Dez. 2008                             | Karl Kases             | 078. Film der Rosamunde-Pilcher-Reihe                           |
| Rosamunde Pilcher: Die vier Jahreszeiten (Vierteiler) 1. Ein Sommer in Endellion 2. Herbststürme 3. Winterwende 4. Das Geschenk des Frühlings       | 25. Dez. 2008 25. Dez. 2008 25. Dez. 2009 | Giles Foster           | 079. Film der Rosamunde-Pilcher-Reihe                           |
| Inga Lindström: Hannas Fest | 28. Dez. 2008                             | Peter Weissflog        | 026. Film der Inga-Lindström-Reih                               |
| Rosamunde Pilcher: Gezeiten der Liebe | 4. Jan. 2009                              | Hans-Jürgen Tögel      | 080. Film der Rosamunde-Pilcher-Reihe                           |
| Rosamunde Pilcher: Herzenssehnsucht | 18. Jan. 2009                             | Stefan Bartmann        | 081. Film der Rosamunde-Pilcher-Reihe                           |
| Inga Lindström: Der Erbe von Granlunda | 8. Feb. 2009                              | Gunter Krää            | 027. Film der Inga-Lindström-Reihe                              |
| Rosamunde Pilcher: Eine Liebe im Herbst | 8. März 2009                              | Dieter Kehler          | 082. Film der Rosamunde-Pilcher-Reihe                           |
| Inga Lindström: Wiedersehen in Eriksberg | 5. Apr. 2009                              | John Delbridge         | 028. Film der Inga-Lindström-Reihe                              |
| Rosamunde Pilcher: Entscheidung des Herzens | 13. Apr. 2009                             | Thomas Herrmann        | 083. Film der Rosamunde-Pilcher-Reihe                           |
| Emilie Richards: Sehnsucht nach Neuseeland | 3. Mai 2009                               | Michael Keusch         | 001. Film der Emilie-Richards-Reihe                             |
| Rosamunde Pilcher: Liebe gegen den Rest der Welt | 20. Sep. 2009                             | Stefan Bartmann        | 084. Film der Rosamunde-Pilcher-Reihe                           |
| Inga Lindström: Mia und ihre Schwestern | 11. Okt. 2009                             | Hans-Jürgen Tögel      | 029. Film der Inga-Lindström-Reihe                              |
| Ein Sommer in Long Island | 18. Okt. 2009                             | Sibylle Tafel          | 001. Film der Reihe „Ein Sommer in …“                           |
| Rosamunde Pilcher: Wiedersehen in Rose Abbey | 25. Okt. 2009                             | Karen Müller           | 085. Film der Rosamunde-Pilcher-Reihe                           |
| Dora Heldt: Urlaub mit Papa | 15. Nov. 2009                             | Mark von Seydlitz      | 001. Film der Dora-Heldt-Reihe                                  |
| Inga Lindström: Sommermond | 22. Nov. 2009                             | Hans-Jürgen Tögel      | 030. Film der Inga-Lindström-Reihe                              |
| Rosamunde Pilcher: Lass es Liebe sein | 29. Nov. 2009                             | Stefan Bartmann        | 086. Film der Rosamunde-Pilcher-Reihe                           |
| Inga Lindström: Das Herz meines Vaters | 20. Dez. 2009                             | Peter Weissflog        | 031. Film der Inga-Lindström-Reihe                              |
| Rosamunde Pilcher: Im Zweifel für die Liebe | 17. Jan. 2010                             | Dieter Kehler          | 087. Film der Rosamunde-Pilcher-Reihe                           |
| Inga Lindström: Mein falscher Verlobter | 24. Jan. 2010                             | Ulli Baumann           | 032. Film der Inga-Lindström-Reihe                              |
| Katie Fforde: Eine Liebe in den Highlands | 7. März 2010                              | John Delbridge         | 001. Film der Katie-Fforde-Reihe                                |
| Rosamunde Pilcher: Wohin du auch gehst | 14. März 2010                             | Hans-Jürgen Tögel      | 088. Film der Rosamunde-Pilcher-Reihe                           |
| Katie Fforde: Festtagsstimmung | 21. März 2010                             | John Delbridge         | 002. Film der Katie-Fforde-Reihe                                |
| Inga Lindström: Zwei Ärzte und die Liebe | 4. Apr. 2010                              | Peter Weissflog        | 033. Film der Inga-Lindström-Reihe                              |
| Ein Sommer in Kapstadt | 18. Apr. 2010                             | Imogen Kimmel          | 002. Film der Reihe „Ein Sommer in …“                           |
| Ein Sommer in Marrakesch | 2. Mai 2010                               | Gero Weinreuter        | 003. Film der Reihe „Ein Sommer in …“                           |
| Rosamunde Pilcher: Liebe am Horizont | 9. Mai 2010                               | Karen Müller           | 089. Film der Rosamunde-Pilcher-Reihe                           |
| Sommerwellen | 7. Juli 2010                              | Dieter Kehler          | 0000Einzelfilm                                                  |
| Inga Lindström: Prinzessin des Herzens | 26. Sep. 2010                             | Ulli Baumann           | 034. Film der Inga-Lindström-Reihe                              |
| Rosamunde Pilcher: Wenn das Herz zerbricht | 10. Okt. 2010                             | Stefan Bartmann        | 090. Film der Rosamunde-Pilcher-Reihe                           |
| Katie Fforde: Glücksboten | 17. Okt. 2010                             | Felix Herzogenrath     | 003. Film der Katie-Fforde-Reihe                                |
| Rosamunde Pilcher: Flügel der Liebe | 28. Nov. 2010                             | Dieter Kehler          | 091. Film der Rosamunde-Pilcher-Reihe                           |
| Inga Lindström: Millionäre küsst man nicht | 5. Dez. 2010                              | Dirk Regel             | 035. Film der Inga-Lindström-Reihe                              |
| Rosamunde Pilcher: Lords lügen nicht | 19. Dez. 2010                             | Hans-Jürgen Tögel      | 092. Film der Rosamunde-Pilcher-Reihe                           |
| 2011–2015 |                                           |                        |                                                                 |
| Rosamunde Pilcher: Herzensfragen | 2. Jan. 2011                              | Stefan Bartmann        | 093. Film der Rosamunde-Pilcher-Reihe                           |
| Inga Lindström: Schatten der Vergangenheit | 16. Jan. 2011                             | Thomas Hezel           | 036. Film der Inga-Lindström-Reihe                              |
| Rosamunde Pilcher: Sonntagskinder | 23. Jan. 2011                             | Dieter Kehler          | 094. Film der Rosamunde-Pilcher-Reihe                           |
| Dora Heldt: Tante Inge haut ab | 27. Feb. 2011                             | Mark von Seydlitz      | 002. Film der Dora-Heldt-Reihe                                  |
| Katie Fforde: Zum Teufel mit David | 6. März 2011                              | John Delbridge         | 005. Film der Katie-Fforde-Reihe                                |
| Inga Lindström: Wilde Pferde auf Hillesund | 20. März 2011                             | Martin Gies            | 037. Film der Inga-Lindström-Reihe                              |
| Inga Lindström: Das dunkle Haus | 10. Apr. 2011                             | Gero Weinreuter        | 038. Film der Inga-Lindström-Reihe                              |
| Rosamunde Pilcher: Vier Frauen (aka „This September“) Vierteiler 1. Virginias Geheimnis 2. Lauras Liebe 3. Olivias Schicksal 4. Alexas Glück        | 24. Apr. 2011 24. Apr. 2011 25. Dez. 2011 | Giles Foster           | 095. Film der Rosamunde-Pilcher-Reihe                           |
| Ein Sommer in Paris | 15. Mai 2011                              | Jorgo Papavassiliou    | 004. Film der Reihe „Ein Sommer in …“                           |
| Für immer Frühling | 19. Juni 2011                             | Michael Karen          | 001. Film der Frühling-Reihe                                    |
| Rosamunde Pilcher: Verlobt, verliebt, verwirrt | 11. Sep. 2011                             | Stefan Bartmann        | 096. Film der Rosamunde-Pilcher-Reihe                           |
| Inga Lindström: Die Hochzeit meines Mannes | 18. Sep. 2011                             | Karola Hattop          | 039. Film der Inga-Lindström-Reihe                              |
| Rosamunde Pilcher: Der gestohlene Sommer | 2. Okt. 2011                              | Stefan Bartmann        | 097. Film der Rosamunde-Pilcher-Reihe                           |
| Engel der Gerechtigkeit | 6. Okt. 2011                              | Karola Meeder          | 001. Film der Serie „Engel der Gerechtigkeit“                   |
| Beate Uhse – Das Recht auf Liebe | 9. Okt. 2011                              | Hansjörg Thurn         | 0000Einzelfilm                                                  |
| Inga Lindström: Svens Vermächtnis | 23. Okt. 2011                             | Karola Hattop          | 040. Film der Inga-Lindström-Reihe                              |
| Rosamunde Pilcher: Englischer Wein | 20. Nov. 2011                             | Dieter Kehler          | 098. Film der Rosamunde-Pilcher-Reihe                           |
| Inga Lindström: Frederiks Schuld | 4. Dez. 2011                              | Udo Witte              | 041. Film der Inga-Lindström-Reihe                              |
| Rosamunde Pilcher: Gefährliche Brandung | 18. Dez. 2011                             | Michael Steinke        | 99. Film der Rosamunde-Pilcher-Reihe                            |
| Inga Lindström: Sommer der Erinnerung | 8. Jan. 2012                              | Udo Witte              | 042. Film der Inga-Lindström-Reihe                              |
| Rosamunde Pilcher: Ungezügelt ins Glück | 15. Jan. 2012                             | Thomas Hezel           | 100. Film der Rosamunde-Pilcher-Reihe                           |
| Dora Heldt: Kein Wort zu Papa | 22. Jan. 2012                             | Mark von Seydlitz      | 003. Film der Dora-Heldt-Reihe                                  |
| Katie Fforde: Diagnose Liebe | 12. Feb. 2012                             | Helmut Metzger         | 006. Film der Katie-Fforde-Reihe                                |
| Katie Fforde: Leuchtturm mit Aussicht | 26. Feb. 2012                             | John Delbridge         | 007. Film der Katie-Fforde-Reihe                                |
| Katie Fforde: Sprung ins Glück | 18. März 2012                             | Helmut Metzger         | 008. Film der Katie-Fforde-Reihe                                |
| Frühling für Anfänger | 25. März 2012                             | Achim Bornhak          | 002. Film der Frühling-Reihe                                    |
| Inga Lindström: Der Tag am See | 1. Apr. 2012                              | Ulli Baumann           | 043. Film der Inga-Lindström-Reihe                              |
| Engel der Gerechtigkeit: Brüder fürs Leben | 5. Apr. 2012                              | Sigi Rothemund         | 002. Film der Serie „Engel der Gerechtigkeit“                   |
| Rosamunde Pilcher: Das Geheimnis der weißen Taube                                                                                                   | 8. Apr. 2012                              | Dieter Kehler          | 101. Film der Rosamunde-Pilcher-Reihe                           |
| Auf der Spur des Löwen | 9. Apr. 2012                              | Erhard Riedlsperger    | 0000Einzelfilm                                                  |
| Ein Sommer im Elsass | 15. Apr. 2012                             | Michael Keusch         | 005. Film der Reihe „Ein Sommer in …“                           |
| Liebe, Babys und ein Neuanfang | 22. Apr. 2012                             | Ulrike Hamacher        | 008. Film der Fernsehserie 0000Liebe, Babys und ein großes Herz |
| Ein Sommer in Kroatien | 29. Apr. 2012                             | Holger Barthel         | 006. Film der Reihe „Ein Sommer in …“                           |
| Emilie Richards: Spuren der Vergangenheit | 6. Mai 2012                               | Christoph Schrewe      | 010. Film der Emilie-Richards-Reihe                             |
| Liebe, Babys und gestohlenes Glück | 13. Mai 2012                              | Ulrike Hamacher        | 009. Film der Fernsehserie 0000Liebe, Babys und ein großes Herz |
| Ein Sommer in den Bergen | 27. Mai 2012                              | Holger Barthel         | 007. Film der Reihe „Ein Sommer in …“                           |
| Vier Tage Toskana | 22. Juli 2012                             | Michael Keusch         | 0000Einzelfilm                                                  |
| Johanna und der Buschpilot: Der Weg nach Afrika | 2. Sep. 2012                              | Ulli Baumann           | 001. Film der Reihe „Johanna und der Buschpilot“                |
| Johanna und der Buschpilot: Die Legende der Kraniche                                                                                                | 9. Sep. 2012                              | Ulli Baumann           | 002. Film der Reihe „Johanna und der Buschpilot“                |
| Inga Lindström: Vier Frauen und die Liebe | 16. Sep. 2012                             | Martin Gies            | 044. Film der Inga-Lindström-Reihe                              |
| Rosamunde Pilcher: Die falsche Nonne | 23. Sep. 2012                             | Hans-Jürgen Tögel      | 102. Film der Rosamunde-Pilcher-Reihe                           |
| Ein Sommer in Schottland | 30. Sep. 2012                             | Michael Keusch         | 008. Film der Reihe „Ein Sommer in …“                           |
| Zu schön um wahr zu sein | 7. Okt. 2012                              | Matthias Steurer       | 0000Einzelfilm                                                  |
| Rosamunde Pilcher: In der Mitte eines Lebens | 14. Okt. 2012                             | Stefan Bartmann        | 103. Film der Rosamunde-Pilcher-Reihe                           |
| Inga Lindström: Ein Lied für Solveig | 21. Okt. 2012                             | Martin Gies            | 045. Film der Inga-Lindström-Reihe                              |
| Tessa Hennig: Elli gibt den Löffel ab | 28. Okt. 2012                             | Edzard Onneken         | 001. Film der Tessa-Hennig-Reihe                                |
| Wir haben gar kein Auto | 4. Nov. 2012                              | Dennis Satin           | 001. Film nach Jutta Speidel/Bruno Maccallini                   |
| Dora Heldt: Bei Hitze ist es wenigstens nicht kalt                                                                                                  | 11. Nov. 2012                             | Mark von Seydlitz      | 004. Film der Dora-Heldt-Reihe                                  |
| Katie Fforde: Ein Teil von dir | 18. Nov. 2012                             | Helmut Metzger         | 009. Film der Katie-Fforde-Reihe                                |
| Katie Fforde: Sommer der Wahrheit | 9. Dez. 2012                              | Helmut Metzger         | 010. Film der Katie-Fforde-Reihe                                |
| Die kleine Lady | 16. Dez. 2012                             | Gernot Roll            | 0000Einzelfilm                                                  |
| Rosamunde Pilcher: Die andere Frau (1) + (2) | 23. Dez. 2012 25. Dez. 2012               | Giles Foster           | 104. Film der Rosamunde-Pilcher-Reihe                           |
| Inga Lindström: Die Sache mit der Liebe | 30. Dez. 2012                             | John Delbridge         | 046. Film der Inga-Lindström-Reihe                              |
| Rosamunde Pilcher: Eine Frage der Ehre | 13. Jan. 2013                             | Stefan Bartmann        | 105. Film der Rosamunde-Pilcher-Reihe                           |
| Katie Fforde: Eine teure Affäre | 20. Jan. 2013                             | Sebastian Grobler      | 011. Film der Katie-Fforde-Reihe                                |
| Inga Lindström: Der schwarze Schwan | 27. Jan. 2013                             | John Delbridge         | 047. Film der Inga-Lindström-Reihe                              |
| Frühlingskinder | 3. Feb. 2013                              | Michael Karen          | 003. Film der Frühling-Reihe                                    |
| Dora Heldt: Ausgeliebt | 10. Feb. 2013                             | Mark von Seydlitz      | 005. Film der Dora-Heldt-Reihe                                  |
| Wer liebt, lässt los | 17. Feb. 2013                             | Judith Kennel          | 0000Einzelfilm                                                  |
| Frühlingsgefühle | 24. Feb. 2013                             | Thomas Jauch           | 004. Film der Frühling-Reihe                                    |
| Flaschenpost an meinen Mann | 3. März 2013                              | Sibylle Tafel          | 0000Einzelfilm                                                  |
| Rosamunde Pilcher: Die Frau auf der Klippe | 31. März 2013                             | Dieter Kehler          | 106. Film der Rosamunde-Pilcher-Reihe                           |
| Ein Sommer in Amalfi | 7. Apr. 2013                              | Jorgo Papavassiliou    | 009. Film der Reihe „Ein Sommer in …“                           |
| Franziskas Welt: Die Pastorin | 14. Apr. 2013                             | Josh Broecker          | 001. Film der Miniserie „Franziskas Welt“                       |
| Fluss des Lebens: Verloren am Amazonas | 21. Apr. 2013                             | Carlo Rola             | 001. Film der Reihe „Fluss des Lebens“                          |
| Rosamunde Pilcher: Schlangen im Paradies | 28. Apr. 2013                             | Heidi Kranz            | 107. Film der Rosamunde-Pilcher-Reihe                           |
| Die Kinder meiner Tochter | 5. Mai 2013                               | Karola Meeder          | 0000Einzelfilm                                                  |
| Tessa Hennig: Mutti steigt aus | 12. Mai 2013                              | Gloria Behrens         | 002. Film der Tessa-Hennig-Reihe                                |
| Inga Lindström: Wer, wenn nicht du | 25. Aug. 2013                             | Ulli Baumann           | 048. Film der Inga-Lindström-Reihe                              |
| Rosamunde Pilcher: Die versprochene Braut | 8. Sep. 2013                              | Dieter Kehler          | 108. Film der Rosamunde-Pilcher-Reihe                           |
| Inga Lindström: Herz aus Eis | 15. Sep. 2013                             | Martin Gies            | 049. Film der Inga-Lindström-Reihe                              |
| Ein Sommer in Portugal | 29. Sep. 2013                             | Michael Keusch         | 010. Film der Reihe „Ein Sommer in …“                           |
| Einmal Leben bitte | 6. Okt. 2013                              | Francis Meletzky       | 0000Einzelfilm                                                  |
| Wir haben gar kein’ Trauschein | 12. Okt. 2013                             | Dennis Satin           | 002. Film nach Jutta Speidel/Bruno Maccallini                   |
| Das Paradies in uns | 27. Okt. 2013                             | Judith Kennel          | 0000Einzelfilm                                                  |
| Beste Freundinnen | 3. Nov. 2013                              | Thomas Jauch           | 0000Einzelfilm                                                  |
| Rosamunde Pilcher: Alte Herzen rosten nicht | 17. Nov. 2013                             | Helmut Metzger         | 109. Film der Rosamunde-Pilcher-Reihe                           |
| Engel der Gerechtigkeit: Ärztepfusch | 24. Nov. 2013                             | Sigi Rothemund         | 003. Film der Serie „Engel der Gerechtigkeit“                   |
| Inga Lindström: Das Geheimnis von Gripsholm | 1. Dez. 2013                              | Dennis Satin           | 050. Film der Inga-Lindström-Reihe                              |
| Engel der Gerechtigkeit: Kopfgeld | 15. Dez. 2013                             | Sigi Rothemund         | 004. Film der Serie „Engel der Gerechtigkeit“                   |
| Rosamunde Pilcher: Zu hoch geflogen | 22. Dez. 2013                             | Stefan Bartmann        | 110. Film der Rosamunde-Pilcher-Reihe                           |
| Inga Lindström: Feuer unterm Dach | 29. Dez. 2013                             | Udo Witte              | 051. Film der Inga-Lindström-Reihe                              |
| Rosamunde Pilcher: Besetzte Herzen | 12. Jan. 2014                             | Hans-Jürgen Tögel      | 111. Film der Rosamunde-Pilcher-Reihe                           |
| Inga Lindström: Der Traum vom Siljansee | 19. Jan. 2014                             | Udo Witte              | 052. Film der Inga-Lindström-Reihe                              |
| Katie Fforde: An deiner Seite Film 1 einer Trilogie, Film 2: Das Weihnachtswunder von New York (Film 21), Film 3: Warum hab ich ja gesagt (Film 22) | 26. Jan. 2014                             | Sebastian Grobler      | 012. Film der Katie-Fforde-Reihe                                |
| Frühlingsgeflüster | 2. Feb. 2014                              | Peter Stauch           | 005. Film der Frühling-Reihe                                    |
| Cecelia Ahern: Zwischen Himmel und hier | 9. Feb. 2014                              | Michael Karen          | 001. Film der Cecelia-Ahern-Reihe                               |
| Dora Heldt: Unzertrennlich | 16. Feb. 2014                             | Mark von Seylitz       | 006. Film der Dora-Heldt-Reihe                                  |
| Cecelia Ahern: Mein ganzes halbes Leben | 2. März 2014                              | Michael Karen          | 002. Film der Cecelia-Ahern-Reihe                               |
| Rosamunde Pilcher: Evitas Rache | 16. März 2014                             | Christine Kabisch      | 112. Film der Rosamunde-Pilcher-Reihe                           |
| Einmal Frühling und zurück | 23. März 2014                             | Peter Stauch           | 006. Film der Frühling-Reihe                                    |
| Die Mütter-Mafia | 6. Apr. 2014                              | Tomy Wigand            | 001. Film des Zweiteilers                                       |
| Ein Sommer in Ungarn | 13. Apr. 2014                             | Sophie Allet-Coche     | 011. Film der Reihe „Ein Sommer in …“                           |
| Inga Lindström: Sommerlund für immer | 20. Apr. 2014                             | Ulli Baumann           | 053. Film der Inga-Lindström-Reihe                              |
| Rosamunde Pilcher: Mein unbekanntes Herz | 21. Apr. 2014                             | Giles Foster           | 113. Film der Rosamunde-Pilcher-Reihe                           |
| Engel der Gerechtigkeit: Geld oder Leben | 23. Apr. 2015                             | Sigi Rothemund         | 005. Film der Serie „Engel der Gerechtigkeit“                   |
| Katie Fforde: Das Meer in dir | 27. Apr. 2014                             | Sebastian Grobler      | 013. Film der Katie-Fforde-Reihe                                |
| Dora Heldt: Herzlichen Glückwunsch, Sie haben gewonnen!                                                                                             | 4. Mai 2014                               | Mark von Seydlitz      | 007. Film der Dora-Heldt-Reihe                                  |
| Julia und der Offizier | 11. Mai 2014                              | Thomas Kronthaler      | 0000Einzelfilm                                                  |
| Ein Sommer in Amsterdam | 25. Mai 2014                              | Karola Meeder          | 012. Film der Reihe „Ein Sommer in …“                           |
| Fluss des Lebens: Wiedersehen an der Donau | 1. Juni 2014                              | Torsten C. Fischer     | 002. Film der Reihe „Fluss des Lebens“                          |
| Lebe lieber italienisch! | 8. Juni 2014                              | Olaf Kreinsen          | 0000Einzelfilm                                                  |
| Katie Fforde: Wie Feuer und Wasser | 14. Sep. 2014                             | Helmut Metzger         | 014. Film der Katie-Fforde-Reihe                                |
| Rosamunde Pilcher: Anwälte küsst mann nicht | 21. Sep. 2014                             | Michael Keusch         | 114. Film der Rosamunde-Pilcher-Reihe                           |
| Der Weg nach San José | 28. Sep. 2014                             | Roland Suso Richter    | 0000Einzelfilm                                                  |
| Inga Lindström: Sterne über Öland | 5. Okt. 2014                              | Udo Witte              | 054. Film der Inga-Lindström-Reihe                              |
| Ein Sommer in Island | 12. Okt. 2014                             | Sven Bohse             | 013. Film der Reihe „Ein Sommer in …“                           |
| Zu mir oder zu dir? | 19. Okt. 2014                             | Ingo Rasper            | 0000Einzelfilm                                                  |
| Katie Fforde: Geschenkte Jahre | 26. Okt. 2014                             | Helmut Metzger         | 015. Film der Katie-Fforde-Reihe                                |
| Zwischen den Zeiten | 9. Nov. 2014                              | Hansjörg Thurn         | 0000Einzelfilm                                                  |
| Rosamunde Pilcher: Vertrauen ist gut, verlieben ist besser                                                                                          | 16. Nov. 2014                             | Stefan Bartmann        | 115. Film der Rosamunde-Pilcher-Reihe                           |
| Das Lächeln der Frauen | 23. Nov. 2014                             | Gregor Schnitzler      | 0000Einzelfilm                                                  |
| Katie Fforde: Eine Liebe in New York | 30. Nov. 2014                             | Helmut Metzger         | 016. Film der Katie-Fforde-Reihe                                |
| Frühling in Weiß | 14. Dez. 2014                             | Oliver Schmitz         | 007. Film der Frühling-Reihe                                    |
| Katie Fforde: Martha tanzt | 28. Dez. 2014                             | Helmut Metzger         | 017. Film der Katie-Fforde-Reihe                                |
| Rosamunde Pilcher: Ghostwriter | 11. Jan. 2015                             | Stefan Bartmann        | 116. Film der Rosamunde-Pilcher-Reihe                           |
| Katie Fforde: Vergissmeinnicht | 18. Jan. 2015                             | John Delbridge         | 018. Film der Katie-Fforde-Reihe                                |
| Inga Lindström: In deinem Leben | 25. Jan. 2015                             | Thomas Nennstiel       | 055. Film der Inga-Lindström-Reihe                              |
| Ein Sommer im Burgenland | 1. Feb. 2015                              | Karola Meeder          | 014. Film der Reihe „Ein Sommer in …“                           |
| Endlich Frühling | 8. Feb. 2015                              | Michael Karen          | 008. Film der Frühling-Reihe                                    |
| Schwägereltern | 15. Feb. 2015                             | Hansjörg Thurn         | 0000Einzelfilm                                                  |
| Rosamunde Pilcher: Wahlversprechen und andere Lügen                                                                                                 | 22. Feb. 2015                             | Hans-Jürgen Tögel      | 117. Film der Rosamunde-Pilcher-Reihe                           |
| Nele in Berlin | 1. März 2015                              | Katinka Feistl         | 0000Einzelfilm                                                  |
| Inga Lindström: Die zweite Chance | 8. März 2015                              | Martin Gies            | 056. Film der Inga-Lindström-Reihe                              |
| Blauwasserleben | 15. März 2015                             | Judith Kennel          | 0000Einzelfilm                                                  |
| Frühling zu zweit | 22. März 2015                             | Michael Karen          | 009. Film der Frühling-Reihe                                    |
| Franziskas Welt: Hochzeiten und andere Hürden | 29. März 2015                             | Bruno Grass            | 002. Film der Miniserie „Franziskas Welt“                       |
| Rosamunde Pilcher: Ein einziger Kuss | 6. Apr. 2015                              | Sarah Harding          | 118. Film der Rosamunde-Pilcher-Reihe                           |
| Die Müttermafia-Patin | 12. Apr. 2015                             | Tomy Wigand            | 002. Film des Zweiteilers                                       |
| Katie Fforde: Zurück ans Meer | 19. Apr. 2015                             | John Delbridge         | 019. Film der Katie-Fforde-Reihe                                |
| Ein Sommer in Griechenland | 26. Apr. 2015                             | Jorgo Papavassiliou    | 015. Film der Reihe „Ein Sommer in …“                           |
| Inga Lindström: Die Kinder meine Schwester | 3. Mai 2015                               | Marco Serafini         | 057. Film der Inga-Lindström-Reihe                              |
| Eine wie diese | 10. Mai 2015                              | Franziska Buch         | 0000Einzelfilm                                                  |
| Rosamunde Pilcher: Rundum glücklich | 17. Mai 2015                              | Dieter Kehler          | 119. Film der Rosamunde-Pilcher-Reihe                           |
| Zwei Esel auf Sardinien | 24. Mai 2015                              | Xaver Schwarzenberger  | 003. Film nach Jutta Speidel/Bruno Maccallini                   |
| Das Traumschiff: Panama | 26. Dez. 2010                             | Karola Meeder          | 063. Film der Traumschiff-Reihe                                 |
| Johanna und der Buschpilot: Streit der Stämme | 13. Sep. 2015                             | Ulli Baumann           | 003. Film der Reihe „Johanna und der Buschpilot“                |
| Johanna und der Buschpilot: Einsame Entscheidung | 20. Sep. 2015                             | Ulli Baumann           | 004. Film der Reihe „Johanna und der Buschpilot“                |
| Inga Lindström: Süße Leidenschaft | 27. Sep. 2015                             | Marco Serafini         | 058. Film der Inga-Lindström-Reihe                              |
| Rosamunde Pilcher: Vollkommen unerwartet | 4. Okt. 2015                              | Marco Serafini         | 120. Film der Rosamunde-Pilcher-Reihe                           |
| Ein Sommer in Masuren | 25. Okt. 2015                             | Karola Meeder          | 016. Film der Reihe „Ein Sommer in …“                           |
| Katie Fforde: Mein Wunschkind | 8. Nov. 2015                              | Sigi Rothemund         | 020. Film der Katie-Fforde-Reihe                                |
| Ein Sommer in Barcelona | 15. Nov. 2015                             | Dirk Regel             | 017. Film der Reihe „Ein Sommer in …“                           |
| Inga Lindström: Liebe deinen Nächsten | 29. Nov. 2015                             | Matthias Kiefersauer   | 059. Film der Inga-Lindström-Reihe                              |
| Inga Lindström: Leg dich nicht mit Lilli an | 27. Dez. 2015                             | Ulli Baumann           | 060. Film der Inga-Lindström-Reihe                              |
| 2016–2020 |                                           |                        |                                                                 |
| Inga Lindström: Gretas Hochzeit | 17. Jan. 2016                             | Martin Gies            | 061. Film der Inga-Lindström-Reihe                              |
| Zeit für Frühling | 31. Jan. 2016                             | Lutz Konermann         | 010. Film der Frühling-Reihe                                    |
| Ein Sommer auf Lanzarote | 14. Feb. 2016                             | Jophi Ries             | 018. Film der Reihe „Ein Sommer in …“                           |
| Hundertmal Frühling | 28. Feb. 2016                             | Lutz Konermann         | 011. Film der Frühling-Reihe                                    |
| Inga Lindström: Familienbande | 13. März 2016                             | John Delbridge         | 062. Film der Inga-Lindström-Reihe                              |
| Katie Fforde: Das Schweigen der Männer | 28. März 2016                             | Sigi Rothemund         | 024. Film der Katie-Fforde-Reihe                                |
| Inga Lindström: Alle lieben Elin | 10. Apr. 2016                             | Ulli Baumann           | 063. Film der Inga-Lindström-Reihe                              |
| Ein Sommer in Florida | 3. Apr. 2016                              | Michael Wenning        | 019. Film der Reihe „Ein Sommer in …“                           |
| Dora Heldt: Wind aus West mit starken Böen | 8. Mai 2016                               | Dirk Regel             | 008. Film der Dora-Heldt-Reihe                                  |
| Inga Lindström: Liebe lebt weiter | 15. Mai 2016                              | Marco Serafini         | 064. Film der Inga-Lindström-Reihe                              |
| Ein Sommer auf Sizilien | 22. Mai 2016                              | Michael Keusch         | 020. Film der Reihe „Ein Sommer in …“                           |
| Katie Fforde: Du und ich | 29. Mai 2016                              | Helmut Metzger         | 026. Film der Katie-Fforde-Reihe                                |
| Inga Lindström: Willkommen im Leben | 9. Okt. 2016                              | Udo Witte              | 065. Film der Inga-Lindström-Reihe                              |
| Ein Sommer in Südfrankreich | 16. Okt. 2016                             | Jorgo Papavassiliou    | 021. Film der Reihe „Ein Sommer in …“                           |
| Ein Sommer in Dänemark | 30. Okt. 2016                             | Imogen Kimmel          | 022. Film der Reihe „Ein Sommer in …“                           |
| Für immer und ewig | 20. Nov. 2016                             | Edzard Onneken         | 001. Film der Reihe „Marie fängt Feuer“                         |
| Vater sein dagegen sehr | 27. Nov. 2016                             | Edzard Onneken         | 002. Film der Reihe „Marie fängt Feuer“                         |
| Inga Lindström: Zurück ins Morgen | 4. Dez. 2016                              | Udo Witte              | 066. Film der Inga-Lindström-Reihe                              |
| Katie Fforde: Tanz auf dem Broadway | 11. Dez. 2016                             | Helmut Metzger         | 028. Film der Katie-Fforde-Reihe                                |
| Inga Lindström: Tanz mit mir | 15. Jan. 2017                             | Matthias Kiefersauer   | 067. Film der Inga-Lindström-Reihe                              |
| Katie Fforde: Bellas Glück | 22. Jan. 2017                             | Frauke Thielecke       | 029. Film der Katie-Fforde-Reihe                                |
| Schritt ins Licht | 29. Jan. 2017                             | Thomas Jauch           | 012. Film der Frühling-Reihe                                    |
| Fluss des Lebens: Geboren am Ganges | 5. Feb. 2017                              | Michael Karen          | 003. Film der Reihe „Fluss des Lebens“                          |
| Inga Lindström: Liebesreigen in Samlund | 12. Feb. 2017                             | Ulli Baumann           | 068. Film der Inga-Lindström-Reihe                              |
| Zu früh geträumt | 19. Feb. 2017                             | Thomas Jauch           | 013. Film der Frühling-Reihe                                    |
| Nichts gegen Papa | 12. März 2017                             | Michael Karen          | 014. Film der Frühling-Reihe                                    |
| Katie Fforde: Herzenssache | 26. März 2017                             | Helmut Metzger         | 030. Film der Katie-Fforde-Reihe                                |
| Inga Lindström: Kochbuch der Liebe | 14. Mai 2017                              | Ulli Baumann           | 069. Film der Inga-Lindström-Reihe                              |
| Ein Sommer auf Zypern | 21. Mai 2017                              | Jorgo Papavassiliou    | 023. Film der Reihe „Ein Sommer in …“                           |
| Fluss des Lebens: Geliebte Loire | 28. Mai 2017                              | Franziska Meyer-Price  | 004. Film der Reihe „Fluss des Lebens“                          |
| Ein Sommer in Prag | 4. Juni 2017                              | Karola Meeder          | 024. Film der Reihe „Ein Sommer in …“                           |
| Rosamunde Pilcher: Nie wieder Klassentreffen | 20. Aug. 2017                             | Hans-Jürgen Tögel      | 131. Film der Rosamunde-Pilcher-Reihe                           |
| Katie Fforde: Bruderherz | 10. Sep. 2017                             | Sebastian Grobler      | 031. Film der Katie-Fforde-Reihe                                |
| Inga Lindström: Das Postboot in den Schären | 1. Okt. 2017                              | Ulli Baumann           | 070. Film der Inga-Lindström-Reihe                              |
| Rosamunde Pilcher: Das Gespenst von Cassley | 22. Okt. 2017                             | Marco Serafini         | 132. Film der Rosamunde-Pilcher-Reihe                           |
| Inga Lindström: Das Haus am See | 29. Okt. 2017                             | Marco Serafini         | 071. Film der Inga-Lindström-Reihe                              |
| Allein war gestern | 5. Nov. 2017                              | Hans Hofer             | 003. Film der Reihe „Marie fängt Feuer“                         |
| Nichts als die Wahrheit | 12. Nov. 2017                             | Hans Hofer             | 004. Film der Reihe „Marie fängt Feuer“                         |
| Rosamunde Pilcher: Wenn Fische lächeln | 19. Nov. 2017                             | Stefan Bartmann        | 133. Film der Rosamunde-Pilcher-Reihe                           |
| Ein Sommer im Allgäu | 26. Nov. 2017                             | Jeanette Wagner        | 025. Film der Reihe „Ein Sommer in …“                           |
| Inga Lindström: Verliebt in meinen Chef | 3. Dez. 2017                              | Matthias Kiefersauer   | 072. Film der Inga-Lindström-Reihe                              |
| Katie Fforde: Meine verrückte Familie | 17. Dez. 2017                             | Helmut Metzger         | 032. Film der Katie-Fforde-Reihe                                |
| Rosamunde Pilcher: Geerbtes Glück | 7. Jan. 2018                              | Stefan Bartmann        | 134. Film der Rosamunde-Pilcher-Reihe                           |
| Inga Lindström: Entscheidung für die Liebe | 14. Jan. 2018                             | Tom Zenker             | 073. Film der Inga-Lindström-Reihe                              |
| Katie Fforde: Mama allein zu Haus | 21. Jan. 2018                             | Helmut Metzger         | 033. Film der Katie-Fforde-Reihe                                |
| Cecelia Ahern: Ein Moment fürs Leben | 28. Jan. 2018                             | Jophi Ries             | 003. Film der Cecelia-Ahern-Reihe                               |
| Rosamunde Pilcher: Das Vermächtnis unseres Vaters                                                                                                   | 4. Feb. 2018                              | Marco Serafini         | 135. Film der Rosamunde-Pilcher-Reihe                           |
| Inga Lindström: Lilith und die Sache mit den Männern                                                                                                | 11. Feb. 2018                             | Stefanie Sycholt       | 074. Film der Inga-Lindström-Reihe                              |
| Ein Sommer auf Mallorca | 4. März 2018                              | Florian Gärtner        | 026. Film der Reihe „Ein Sommer in …“                           |
| Katie Fforde: Familie auf Bewährung | 11. März 2018                             | Frauke Thielecke       | 034. Film der Katie-Fforde-Reihe                                |
| Die Inselbegabung | 8. Apr. 2018                              | Maurice Hübner         | 001. Film der Ella-Schön-Reihe                                  |
| Das Ding mit der Liebe | 15. Apr. 2018                             | Maurice Hübner         | 002. Film der Ella-Schön-Reihe                                  |
| Mehr als Freunde | 22. Apr. 2018                             | Thomas Jauch           | 015. Film der Frühling-Reihe                                    |
| Gute Väter, schlechte Väter | 29. Apr. 2018                             | Thomas Jauch           | 016. Film der Frühling-Reihe                                    |
| Ausgerechnet Sylt | 3. Mai 2018                               | Susanna Salonen        | 0000Einzelfilm                                                  |
| Wenn Kraniche fliegen | 6. Mai 2018                               | Michael Karen          | 017. Film der Frühling-Reihe                                    |
| Am Ende des Sommers | 13. Mai 2018                              | Michael Karen          | 018. Film der Frühling-Reihe                                    |
| Rosamunde Pilcher: Nanny verzweifelt gesucht | 20. Mai 2018                              | Heidi Kranz            | 136. Film der Rosamunde-Pilcher-Reihe                           |
| Katie Fforde: Ziemlich beste Freundinnen | 3. Juni 2018                              | Frauke Thielecke       | 035. Film der Katie-Fforde-Reihe                                |
| Inga Lindström: Vom Festhalten und Loslassen | 2. Sep. 2018                              | Udo Witte              | 075. Film der Inga-Lindström-Reihe                              |
| Ein Sommer in Vietnam (1) und (2) | 16. Sep. 2018 23. Sep. 2018               | Sophie Allet-Coche     | 027. Film der Reihe „Ein Sommer in …“                           |
| Inga Lindström: Die andere Tochter | 30. Sep. 2018                             | Stefanie Sycholt       | 076. Film der Inga-Lindström-Reihe                              |
| Rosamunde Pilcher: Wo dein Herz wohnt | 7. Okt. 2018                              | Stefan Bühling         | 137. Film der Rosamunde-Pilcher-Reihe                           |
| Fluss des Lebens: Okavango – Fremder Vater | 14. Okt. 2018                             | Torsten C. Fischer     | 005. Film der Reihe „Fluss des Lebens“                          |
| Ein Sommer in Oxford | 21. Okt. 2018                             | Karola Meeder          | 028. Film der Reihe „Ein Sommer in …“                           |
| Inga Lindström: Die Braut vom Götakanal | 28. Okt. 2018                             | Matthias Kiefersauer   | 077. Film der Inga-Lindström-Reihe                              |
| Katie Fforde: Zimmer mit Meerblick | 4. Nov. 2018                              | Helmut Metzger         | 036. Film der Katie-Fforde-Reihe                                |
| Zweite Chance | 11. Nov. 2018                             | Hans Hofer             | 005. Film der Reihe „Marie fängt Feuer“                         |
| Kleine Sünden | 18. Nov. 2018                             | Hans Hofer             | 006. Film der Reihe „Marie fängt Feuer“                         |
| Cecelia Ahern: Dich zu lieben | 25. Nov. 2018                             | Stefanie Sycholt       | 004. Film der Cecelia-Ahern-Reihe                               |
| Inga Lindström: Das Geheimnis der Nordquists | 2. Dez. 2018                              | Tanja Roitzheim        | 078. Film der Inga-Lindström-Reihe                              |
| Rosamunde Pilcher: Das Geheimnis der Blumeninsel | 9. Dez. 2018                              | Marco Serafini         | 138. Film der Rosamunde-Pilcher-Reihe                           |
| Schneeweißchen und Rosenrot | 16. Dez. 2018                             | Seyhan Derin           | 001. Film der Reihe „Herzkino.Märchen“                          |
| Der Froschkönig | 23. Dez. 2018                             | Jeanette Wagner        | 002. Film der Reihe „Herzkino.Märchen“                          |
| Rosamunde Pilcher: Morgens stürmisch, abends Liebe                                                                                                  | 6. Jan. 2019                              | Stefan Bartmann        | 139. Film der Rosamunde-Pilcher-Reihe                           |
| Katie Fforde: Wachgeküsst | 13. Jan. 2019                             | Frauke Thielecke       | 037. Film der Katie-Fforde-Reihe                                |
| Inga Lindström: Heimkehr | 20. Jan. 2019                             | Udo Witte              | 079. Film der Inga-Lindström-Reihe                              |
| Ein Sommer in Salamanca | 27. Jan. 2019                             | Michael Keusch         | 029. Film der Reihe „Ein Sommer in …“                           |
| Familie auf Probe | 3. Feb. 2019                              | Michael Karen          | 019. Film der Frühling-Reihe                                    |
| Rosamunde Pilcher: Die Braut meines Bruders | 10. Feb. 2019                             | Marco Serafini         | 140. Film der Rosamunde-Pilcher-Reihe                           |
| Lieb mich, wenn du kannst | 17. Feb. 2019                             | Michael Karen          | 020. Film der Frühling-Reihe                                    |
| Das verlorene Mädchen | 24. Feb. 2019                             | Dirk Regel             | 021. Film der Frühling-Reihe                                    |
| Sand unter den Füßen | 3. März 2019                              | Dirk Regel             | 022. Film der Frühling-Reihe                                    |
| Inga Lindström: Auf der Suche nach dir | 17. März 2019                             | Oliver Dieckmann       | 080. Film der Inga-Lindström-Reihe                              |
| Die nackte Wahrheit | 31. März 2019                             | Christiane Balthasar   | 003. Film der Ella-Schön-Reihe                                  |
| Sturmgeschwister | 7. Apr. 2019                              | Christiane Balthasar   | 004. Film der Ella-Schön-Reihe                                  |
| Fluss des Lebens: Kwai – Familienbande | 14. Apr. 2019                             | Bettina Blümner        | 006. Film der Reihe „Fluss des Lebens“                          |
| Katie Fforde: Das Kind der Anderen | 22. Apr. 2019                             | Helmut Metzger         | 038. Film der Katie-Fforde-Reihe                                |
| Ein Sommer in der Toskana | 28. Apr. 2019                             | Jorge Papavassiliou    | 030. Film der Reihe „Ein Sommer in …“                           |
| Stürmische Zeiten | 12. Mai 2019                              | Marcus Weiler          | 007. Film der Reihe „Marie fängt Feuer“                         |
| Lügen und Geheimnisse | 19. Mai 2019                              | Marcus Weiler          | 008. Film der Reihe „Marie fängt Feuer“                         |
| Rosamunde Pilcher: Schwiegertöchter | 26. Mai 2019                              | Heidi Kranz            | 141. Film der Rosamunde-Pilcher-Reihe                           |
| Rosamunde Pilcher: Pralinen zum Frühstück | 1. Sep. 2019                              | Marc Prill             | 142. Film der Rosamunde-Pilcher-Reihe                           |
| Inga Lindström: Klang der Sehnsucht | 8. Sep. 2019                              | Stefanie Sycholt       | 081. Film der Inga-Lindström-Reihe                              |
| Rosamunde Pilcher: Raus in den Sturm | 15. Sep. 2019                             | Helmut Metzger         | 143. Film der Rosamunde-Pilcher-Reihe                           |
| Inga Lindström: Ausgerechnet Söderholm | 20. Okt. 2019                             | Stefanie Sycholt       | 082. Film der Inga-Lindström-Reihe                              |
| Ein Sommer an der Algarve | 27. Okt. 2019                             | Jeanette Wagner        | 031. Film der Reihe „Ein Sommer in …“                           |
| Inga Lindström: Familienfest in Sommerby | 10. Nov. 2019                             | Stefanie Sycholt       | 083. Film der Inga-Lindström-Reihe                              |
| Alles oder nichts | 17. Nov. 2019                             | Hans Hofer             | 009. Film der Reihe „Marie fängt Feuer“                         |
| Den Mutigen gehört die Welt | 24. Nov. 2019                             | Hans Hofer             | 010. Film der Reihe „Marie fängt Feuer“                         |
| Rosamunde Pilcher: Der magische Bus | 1. Dez. 2019                              | Marco Serafini         | 144. Film der Rosamunde-Pilcher-Reihe                           |
| Frau Holles Garten | 8. Dez. 2019                              | Seyhan Derin           | 003. Film der Reihe „Herzkino.Märchen“                          |
| Weihnachtswunder | 22. Dez. 2019                             | Michael Karen          | 023. Film der Frühling-Reihe                                    |
| Rosamunde Pilcher: Meine Cousine, die Liebe und ich                                                                                                 | 29. Dez. 2019                             | Marco Serafini         | 145. Film der Rosamunde-Pilcher-Reihe                           |
| Inga Lindström: Feuer und Glas | 5. Jan. 2020                              | Oliver Dieckmann       | 084. Film der Inga-Lindström-Reihe                              |
| Rosamunde Pilcher: Von Tee und Liebe | 12. Jan. 2020                             | Marc Prill             | 146. Film der Rosamunde-Pilcher-Reihe                           |
| Genieße jeden Augenblick | 19. Jan. 2020                             | Gunnar Fuss            | 024. Film der Frühling-Reihe                                    |
| Spuren der Vergangenheit | 26. Jan. 2020                             | Gunnar Fuss            | 025. Film der Frühling-Reihe                                    |
| Liebe hinter geschlossenen Vorhängen | 2. Feb. 2020                              | Thomas Jauch           | 026. Film der Frühling-Reihe                                    |
| Keine Angst vorm Leben | 9. Feb. 2020                              | Thomas Jauch           | 027. Film der Frühling-Reihe                                    |
| Ein Sommer auf Mykonos | 16. Feb. 2020                             | Jophi Ries             | 032. Film der Reihe „Ein Sommer in …“                           |
| Katie Fforde: Ein Haus am Meer | 23. Feb. 2020                             | Helmut Metzger         | 039. Film der Katie-Fforde-Reihe                                |
| Rosamunde Pilcher: Falsches Leben, wahre Liebe | 1. März 2020                              | Stefan Bartmann        | 147. Film der Rosamunde-Pilcher-Reihe                           |
| Ärztin wider Willen | 8. März 2020                              | Dagmar Seume           | 001. Film der Reihe „Ein Tisch in der Provence“                 |
| Hoffnung auf Heilung | 15. März 2020                             | Dagmar Seume           | 002. Film der Reihe „Ein Tisch in der Provence“                 |
| Inga Lindström: Liebe verjährt nicht | 22. März 2020                             | Oliver Dieckmann       | 085. Film der Inga-Lindström-Reihe                              |
| Ein Sommer an der Moldau | 27. Sep. 2020                             | Sarah Winkenstette     | 033. Film der Reihe „Ein Sommer in …“                           |
| Ein Sommer in Andalusien | 4. Okt. 2020                              | Michael Keusch         | 034. Film der Reihe „Ein Sommer in …“                           |
| Feuertaufe | 25. Okt. 2020                             | Holger Haase           | 005. Film der Ella-Schön-Reihe                                  |
| Schiffbruch | 1. Nov. 2020                              | Holger Haase           | 006. Film der Ella-Schön-Reihe                                  |
| Katie Fforde: Für immer Mama | 22. Nov. 2020                             | Helmut Metzger         | 040. Film der Katie-Fforde-Reihe                                |
| Inga Lindström: Das gestohlene Herz | 29. Nov. 2020                             | Stefanie Sycholt       | 086. Film der Inga-Lindström-Reihe                              |
| Katie Fforde: Emmas Geheimnis | 6. Dez. 2020                              | Helmut Metzger         | 041. Film der Katie-Fforde-Reihe                                |
| Schneewittchen am See | 20. Dez. 2020                             | Alex Schmidt           | 004. Film der Reihe „Herzkino.Märchen“                          |
| 2021– |                                           |                        |                                                                 |
| Inga Lindström: Das Haus der 1000 Sterne | 3. Jan. 2021                              | Marco Serafini         | 087. Film der Inga-Lindström-Reihe                              |
| Katie Fforde: Du lebst nur einmal | 10. Jan. 2021                             | Helmut Metzger         | 042. Film der Katie-Fforde-Reihe                                |
| Rosamunde Pilcher: Stadt, Land, Kuss | 17. Jan. 2021                             | Stefan Bartmann        | 148. Film der Rosamunde-Pilcher-Reihe                           |
| Ein Sommer auf Elba | 24. Jan. 2021                             | Jophi Ries             | 035. Film der Reihe „Ein Sommer in …“                           |
| Mit Regenschirmen fliegen | 31. Jan. 2021                             | Thomas Kronthaler      | 028. Film der Frühling-Reihe                                    |
| Schmetterlingsnebel | 7. Feb. 2021                              | Thomas Kronthaler      | 029. Film der Frühling-Reihe                                    |
| Große kleine Lügen | 14. Feb. 2021                             | Thomas Kronthaler      | 030. Film der Frühling-Reihe                                    |
| Ich sehe was, was du nicht siehst | 21. Feb. 2021                             | Dirk Pientka           | 031. Film der Frühling-Reihe                                    |
| Juris Rückkehr | 28. Feb. 2021                             | Francis Meletzky       | 001. Film der Reihe „Nächste Ausfahrt Glück“                    |
| Beste Freundinnen | 7. März 2021                              | Francis Meletzky       | 002. Film der Reihe „Nächste Ausfahrt Glück“                    |
| Inga Lindström: Geliebter Sven | 14. März 2021                             | Marco Serafini         | 088. Film der Inga-Lindström-Reihe                              |
| Zwei Ärzte im Aufbruch | 11. Apr. 2021                             | Frauke Thielecke       | 003. Film der Reihe „Ein Tisch in der Provence“                 |
| Unverhoffte Töchter | 18. Apr. 2021                             | Frauke Thielecke       | 004. Film der Reihe „Ein Tisch in der Provence“                 |
| Ein Sommer in Antwerpen | 25. Apr. 2021                             | Ulrike Hamacher        | 036. Film der Reihe „Ein Sommer in …“                           |
| Rosamunde Pilcher: Wie verhext | 2. Mai 2021                               | Käthe Niemeyer         | 149. Film der Rosamunde-Pilcher-Reihe                           |
| Spiel des Lebens | 9. Mai 2021                               | Hans Hofer             | 011. Film der Reihe „Marie fängt Feuer“                         |
| Coming Out | 16. Mai 2021                              | Hans Hofer             | 012. Film der Reihe „Marie fängt Feuer“                         |
| Wir bleiben Freunde | 23. Mai 2021                              | Hansjörg Thurn         | 0000Einzelfilm                                                  |
| Inga Lindström: Der schönste Ort der Welt | 30. Mai 2021                              | Oliver Dieckmann       | 089. Film der Inga-Lindström-Reihe                              |
| Inga Lindström: Wilde Zeiten | 29. Aug. 2021                             | Sophie Allet-Coche     | 090. Film der Inga-Lindström-Reihe                              |
| Rosamunde Pilcher: Herzensläufe | 5. Sep. 2021                              | Marc Prill             | 150. Film der Rosamunde-Pilcher-Reihe                           |
| Ein Sommer in Südtirol | 19. Sep. 2021                             | Karola Meeder          | 037. Film der Reihe „Ein Sommer in …“                           |
| Land unter | 3. Okt. 2021                              | Holger Haase           | 007. Film der Ella-Schön-Reihe                                  |
| Familienbande | 10. Okt. 2021                             | Holger Haase           | 008. Film der Ella-Schön-Reihe                                  |
| Schattenhaft | 17. Okt. 2021                             | Katrin Schmidt         | 013. Film der Reihe „Marie fängt Feuer“                         |
| Helden des Alltags | 24. Okt. 2021                             | Katrin Schmidt         | 014. Film der Reihe „Marie fängt Feuer“                         |
| Rosamunde Pilcher: Der Stoff, aus dem Träume sind                                                                                                   | 31. Okt. 2021                             | Karola Meeder          | 151. Film der Rosamunde-Pilcher-Reihe                           |
| Inga Lindström: Hochzeitsfieber | 7. Nov. 2021                              | Matthias Kiefersauer   | 091. Film der Inga-Lindström-Reihe                              |
| Ein Sommer in Istrien | 14. Nov. 2021                             | Tomasz Emil Rudzik     | 038. Film der Reihe „Ein Sommer in …“                           |
| Die Sterntaler des Glücks | 21. Nov. 2021                             | Miriam Dehne           | 005. Film der Reihe „Herzkino.Märchen“                          |
| Inga Lindström: Rosenblüten im Sand | 28. Nov. 2021                             | Marco Serafini         | 092. Film der Inga-Lindström-Reihe                              |
| Rosamunde Pilcher: Im siebten Himmel | 5. Dez. 2021                              | Marco Serafini         | 152. Film der Rosamunde-Pilcher-Reihe                           |
| Alice im Weihnachtsland | 12. Dez. 2021                             | Petra Katharina Wagner | 0000Einzelfilm                                                  |
| Weihnachtsgrüße aus dem Himmel | 19. Dez. 2021                             | Dirk Pientka           | 032. Film der Frühling-Reihe                                    |
| Das Traumschiff: Schweden | 26. Dez. 2021                             | Berno Kürten           | 091. Film der Traumschiff-Reihe                                 |
| Rosamunde Pilcher: Vier Luftballons und ein Todesfall                                                                                               | 2. Jan. 2022                              | Nina Vukovic           | 153. Film der Rosamunde-Pilcher-Reihe                           |
| Horst Lichter – Keine Zeit für Arschlöcher | 9. Jan. 2022                              | Andreas Menck          | 0000Einzelfilm                                                  |
| Inga Lindström: Schmetterlinge im Bauch | 16. Jan. 2022                             | Stefanie Sycholt       | 093. Film der Inga-Lindström-Reihe                              |
| Ein Sommer in der Bretagne | 23. Jan. 2022                             | Britta Keils           | 039. Film der Reihe „Ein Sommer in …“                           |
| Auf den Hund gekommen | 30. Jan. 2022                             | Christoph Eichhorn     | 033. Film der Frühling-Reihe                                    |
| An einem Tag im April | 6. Feb. 2022                              | Christoph Eichhorn     | 034. Film der Frühling-Reihe                                    |
| Alte Liebe, neue Liebe | 13. Feb. 2022                             | Tom Zenker             | 035. Film der Frühling-Reihe                                    |
| Alte Gespenster | 20. Feb. 2022                             | Tom Zenker             | 036. Film der Frühling-Reihe                                    |
| Das erste Mal | 27. Feb. 2022                             | Thomas Kronthaler      | 037. Film der Frühling-Reihe                                    |
| Rosamunde Pilcher: Die Elster und der Kapitän | 6. März 2022                              | Käthe Niemeyer         | 154. Film der Rosamunde-Pilcher-Reihe                           |
| Der richtige Vater | 13. März 2022                             | Esther Gronenborn      | 003. Film der Reihe „Nächste Ausfahrt Glück“                    |
| Song für die Freiheit | 20. März 2022                             | Esther Gronenborn      | 004. Film der Reihe „Nächste Ausfahrt Glück“                    |
| Inga Lindström: Geliebter Feind | 27. März 2022                             | Oliver Dieckmann       | 094. Film der Inga-Lindström-Reihe                              |
| Zur Feier des Tages | 3. Apr. 2022                              | Dagmar Seume           | 001. Film der Reihe „Freunde sind mehr“                         |
| Viergefühl | 10. Apr. 2022                             | Dagmar Seume           | 002. Film der Reihe „Freunde sind mehr“                         |
| Das Traumschiff: Mauritius | 17. Apr. 2022                             | Helmut Metzger         | 093. Film der Traumschiff-Reihe                                 |
| Ein Sommer am Gardasee | 18. Apr. 2022                             | Stefanie Sycholt       | 040. Film der Reihe „Ein Sommer in …“                           |
| Das Glück der Erde | 24. Apr. 2022                             | Holger Haase           | 009. Film der Ella-Schön-Reihe                                  |
| Freischwimmer | 1. Mai 2022                               | Holger Haase           | 010. Film der Ella-Schön-Reihe                                  |
| Seitensprünge | 8. Mai 2022                               | Holger Haase           | 011. Film der Ella-Schön-Reihe                                  |
| Rosamunde Pilcher: Liebe ist unberechenbar | 15. Mai 2022                              | Karola Meeder          | 155. Film der Rosamunde-Pilcher-Reihe                           |
| Rosamunde Pilcher: Liebe und andere Schätze | 11. Sep. 2022                             | Marc Prill             | 156. Film der Rosamunde-Pilcher-Reihe                           |
| Camping für Anfänger | 18. Sep. 2022                             | Luise Brinkmann        | 001. Film der Reihe „Malibu“                                    |
| Ein Zelt für drei | 25. Sep. 2022                             | Luise Brinkmann        | 002. Film der Reihe „Malibu“                                    |
| Rosamunde Pilcher: Hochzeitstag | 2. Okt. 2022                              | Karola Meeder          | 157. Film der Rosamunde-Pilcher-Reihe                           |
| Ein Sommer auf Langeoog | 9. Okt. 2022                              | Uljana Havemann        | 041. Film der Reihe „Ein Sommer in …“                           |
| Inga Lindström: Fliehende Pferde in Sörmland | 23. Okt. 2022                             | Oliver Dieckmann       | 095. Film der Inga-Lindström-Reihe                              |
| Einsturzgefährdet | 30. Okt. 2022                             | Tomasz E. Rudzik       | 001. Film der Reihe „Unterm Apfelbaum“                          |
| Panta Rhei – Alles im Fluss | 6. Nov. 2022                              | Tomasz E. Rudzik       | 002. Film der Reihe „Unterm Apfelbaum“                          |
| Inga Lindström: Jemand liebt dich | 13. Nov. 2022                             | Matthias Kiefersauer   | 096. Film der Inga-Lindström-Reihe                              |
| Inga Lindström: Der Autor und ich | 11. Dez. 2022                             | Laura Thies            | 097. Film der Inga-Lindström-Reihe                              |
| Ein Taxi zur Bescherung | 18. Dez. 2022                             | Dirk Kummer            | 0000Einzelfilm                                                  |
| Eine Handvoll Zeit | 8. Jan. 2023                              | Tom Zenker             | 038. Film der Frühling-Reihe                                    |
| Kleiner Engel, kleiner Teufel | 15. Jan. 2023                             | Thomas Kronthaler      | 039. Film der Frühling-Reihe                                    |
| Das Geheimnis vom Rabenkopf | 22. Jan. 2023                             | Thomas Kronthaler      | 040. Film der Frühling-Reihe                                    |
| Das Mädchen hinter der Tür | 29. Jan. 2023                             | Tom Zenker             | 041. Film der Frühling-Reihe                                    |
| Flüsternde Geister | 5. Feb. 2023                              | Axel Barth             | 042. Film der Frühling-Reihe                                    |
| Lauf weg, wenn du kannst | 12. Feb. 2023                             | Axel Barth             | 043. Film der Frühling-Reihe                                    |
| Familienbesuch | 19. Feb. 2023                             | Esther Gronenborn      | 005. Film der Reihe „Nächste Ausfahrt Glück“                    |
| Katharinas Entscheidung | 26. Feb. 2023                             | Esther Gronenborn      | 006. Film der Reihe „Nächste Ausfahrt Glück“                    |
| Rosamunde Pilcher: Liebe ist die beste Therapie | 5. März 2023                              | Marco Serafini         | 158. Film der Rosamunde-Pilcher-Reihe                           |
| Willkommen im Nest | 12. März 2023                             | Sophie Averkamp        | 001. Film der Reihe „Familie Anders“                            |
| Zwei sind einer zu viel | 19. März 2023                             | Sophie Averkamp        | 002. Film der Reihe „Familie Anders“                            |
| Inga Lindström: Hanna und das gute Leben | 26. März 2023                             | Marco Serafini         | 098. Film der Inga-Lindström-Reihe                              |
| Rosamunde Pilcher: Wenn ich dich wiederfinde | 2. Apr. 2023                              | Marc Prill             | 159. Film der Rosamunde-Pilcher-Reihe                           |
| Das Traumschiff: Vancouver | 9. Apr. 2023                              | Eva Wolf               | 097. Film der Traumschiff-Reihe                                 |
| Hand aufs Herz | 16. Apr. 2023                             | Constanze Knoche       | 001. Film der Reihe „Dr. Nice“                                  |
| Alte Wunden | 23. Apr. 2023                             | Constanze Knoche       | 002. Film der Reihe „Dr. Nice“                                  |
| Ein Sommer auf Kreta | 30. Apr. 2023                             | Eibe Maleen Krebs      | 042. Film der Reihe „Ein Sommer in …“                           |
| Aufbruch nach Italien | 7. Mai 2023                               | Peter Stauch           | 001. Teil des Zweiteilers „Herzstolpern“                        |
| Neustart ins Leben | 8. Mai 2023                               | Peter Stauch           | 002. Teil des Zweiteilers „Herzstolpern“                        |
| Inga Lindström: Die Süße des Lebens | 14. Mai 2023                              | Laura Thies            | 099. Film der Inga-Lindström-Reihe                              |
| Kleine Eheverbrechen | 21. Mai 2023                              | Christian Werner       | 0000Einzelfilm                                                  |
| Hotel Barcelona | 10. Sep. 2023                             | Christian Theede       | 001. Teil des Zweiteilers „Hotel Barcelona“                     |
| Hotel Barcelona | 17. Sep. 2023                             | Christian Theede       | 002. Teil des Zweiteilers „Hotel Barcelona“                     |
| Rosamunde Pilcher: Schlagzeile Liebe | 24. Sep. 2023                             | Karola Meeder          | 160. Film der Rosamunde-Pilcher-Reihe                           |
| Inga Lindström: Einfach nur Liebe | 1. Okt. 2023                              | Marco Serafini         | 100. Film der Inga-Lindström-Reihe                              |
| Ein Sommer auf Malta | 8. Okt. 2023                              | Annette Ernst          | 043. Film der Reihe „Ein Sommer in …“                           |
| Schwesterherzen | 15. Okt. 2023                             | Luise Brinkmann        | 003. Film der Reihe „Malibu“                                    |
| Küss den Frosch | 22. Okt. 2023                             | Luise Brinkmann        | 004. Film der Reihe „Malibu“                                    |
| Mein Traum, dein Traum | 29. Okt. 2023                             | Philipp Eichholtz      | 005. Film der Reihe „Malibu“                                    |
| Rosamunde Pilcher: Amys Wunschkind | 5. Nov. 2023                              | Marc Prill             | 161. Film der Rosamunde-Pilcher-Reihe                           |
| Diagnose Neustart | 12. Nov. 2023                             | Wolfgang Eißler        | 001. Film der Reihe „Mit Herz und Holly“                        |
| Muttergefühle | 19. Nov. 2023                             | Wolfgang Eißler        | 002. Film der Reihe „Mit Herz und Holly“                        |
| Weihnachtspäckchen ... haben alle zu tragen | 3. Dez. 2023                              | Stefan Bühling         | 0000Einzelfilm                                                  |
| Ein Regenbogen zu Weihnachten | 17. Dez. 2023                             | Esther Gronenborn      | 0000Einzelfilm                                                  |
| Rosamunde Pilcher: Frühstück bei Tessa | 7. Jan. 2024                              | Karola Meeder          | 162. Film der Rosamunde-Pilcher-Reihe                           |
| Ein Sommer im Schwarzwald | 21. Jan. 2024                             | Michael Karen          | 044. Film der Reihe „Ein Sommer in …“                           |
| Inga Lindström: Die vergessene Hochzeit | 28. Jan. 2024                             | Oliver Dieckmann       | 101. Film der Inga-Lindström-Reihe                              |
| Ein Zebra im Gepäck | 4. Feb. 2024                              | Thomas Kronthaler      | 044. Film der Frühling-Reihe                                    |
| Die verschwundenen Eltern | 11. Feb. 2024                             | Thomas Kronthaler      | 045. Film der Frühling-Reihe                                    |
| Wenn die Zeit stehen bleibt | 18. Feb. 2024                             | Thomas Kronthaler      | 046. Film der Frühling-Reihe                                    |
| Blick ins Morgen | 25. Feb. 2024                             | Helmut Metzger         | 047. Film der Frühling-Reihe                                    |
| Mit dem Feind im Bett | 3. März 2024                              | Helmut Metzger         | 048. Film der Frühling-Reihe                                    |
| Holla, die Waldfee | 10. März 2024                             | Helmut Metzger         | 049. Film der Frühling-Reihe                                    |
| Dein perfektes Jahr | 24. März 2024                             | Luise Brinkmann        | 0000Einzelfilm                                                  |
| Die rosarote Brille | 7. Apr. 2024                              | Sebastian Stern        | 003. Film der Reihe „Familie Anders“                            |
| Mann Nummer 1 | 14. Apr. 2024                             | Sebastian Stern        | 004. Film der Reihe „Familie Anders“                            |
| Beke wirbelt auf | 21. Apr. 2024                             | Esther Gronenborn      | 001. Film der Reihe „Neuer Wind im Alten Land“                  |
| Gestrandet | 28. Apr. 2024                             | Esther Gronenborn      | 002. Film der Reihe „Neuer Wind im Alten Land“                  |
| Süße Lügen | 5. Mai 2024                               | Thorsten M. Schmidt    | 003. Film der Reihe „Dr. Nice“                                  |
| Federn lassen | 12. Mai 2024                              | Thorsten M. Schmidt    | 004. Film der Reihe „Dr. Nice“                                  |
| Gebrochene Herzen | 19. Mai 2024                              | Thorsten M. Schmidt    | 005. Film der Reihe „Dr. Nice“                                  |
| Herzflattern | 26. Mai 2024                              | Christian Theede       | 006. Film der Reihe „Dr. Nice“                                  |
| So weit kommt’s noch! | 29. Sep. 2024                             | Rupert Henning         | 0000Einzelfilm                                                  |
| Rosamunde Pilcher: Verliebt in einen Butler | 6. Okt. 2024                              | Ann-Kristin Knubben    | 163. Film der Rosamunde-Pilcher-Reihe                           |
| Inga Lindström: Spinnefeind | 13. Okt. 2024                             | Julia Peters           | 102. Film der Inga-Lindström-Reihe                              |
| Übers Ziel hinaus | 20. Okt. 2024                             | Peter Stauch           | 007. Film der Reihe „Nächste Ausfahrt Glück“                    |
| Endlich ich | 27. Okt. 2024                             | Peter Stauch           | 008. Film der Reihe „Nächste Ausfahrt Glück“                    |
| Lichtblicke | 3. Nov. 2024                              | Wolfgang Eißler        | 003. Film der Reihe „Mit Herz und Holly“                        |
| Kleine Wunder | 10. Nov. 2024                             | Wolfgang Eißler        | 004. Film der Reihe „Mit Herz und Holly“                        |
| Ein Sommer an der Côte d’Azur | 17. Nov. 2024                             | Kerstin Ahlrichs       | 045. Film der Reihe „Ein Sommer in …“                           |
| Stille Nacht, raue Nacht | 1. Dez. 2024                              | Sophie Averkamp        | 0000Einzelfilm                                                  |
| Ich hab den Weihnachtsmann geküsst | 8. Dez. 2024                              | Alex Schmidt           | 0000Einzelfilm                                                  |
| Nelly und das Weihnachtswunder | 22. Dez. 2024                             | Katja Benrath          | 0000Einzelfilm                                                  |
| Inga Lindström: Sag einfach ja | 29. Dez. 2024                             | Julia Peters           | 103. Film der Inga-Lindström-Reihe                              |
| Inga Lindström: Das Flüstern der Pferde | 5. Jan. 2025                              | Oliver Dieckmann       | 104. Film der Inga-Lindström-Reihe                              |
| Rosamunde Pilcher: Jahrestag | 12. Jan. 2025                             | Karola Meeder          | 164. Film der Rosamunde-Pilcher-Reihe                           |
| Ein Sommer in Italien | 19. Jan. 2025                             | Stefanie Sycholt       | 046. Film der Reihe „Ein Sommer in …“                           |
| Das Versteck | 26. Jan. 2025                             | Dirk Pientka           | 050. Film der Frühling-Reihe                                    |
| Die Mutter, die es nie gab | 2. Feb. 2025                              | Dirk Pientka           | 051. Film der Frühling-Reihe                                    |
| Ich such dich! | 16. Feb. 2025                             | Dirk Pientka           | 052. Film der Frühling-Reihe                                    |
| Babyalarm | 2. März 2025                              | Thomas Kronthaler      | 053. Film der Frühling-Reihe                                    |
| Wenn du nicht still bist, dann… | 9. März 2025                              | Thomas Kronthaler      | 054. Film der Frühling-Reihe                                    |
| Mein Geheimnis, dein Geheimnis | 16. März 2025                             | Thomas Kronthaler      | 055. Film der Frühling-Reihe                                    |
| Herzenswege | 30. März 2025                             | Felix Ahrens           | 001. Film der Reihe „Zimmer im Grünen“ 1                        |
| Verhängnisvolle Leidenschaft Sylt | 13. Apr. 2025                             | Elmar Fischer          | 0000Einzelfilm                                                  |
| Erntezeit | 27. Apr. 2025                             | Dirk Pientka           | 003. Film der Reihe „Neuer Wind im Alten Land“                  |
| Stolz und Vorurteil | 4. Mai 2025                               | Dirk Pientka           | 004. Film der Reihe „Neuer Wind im Alten Land“                  |
| Alte Narben | 11. Mai 2025                              | Christian Theede       | 007. Film der Reihe „Dr. Nice“                                  |
| Weiche Knie | 18. Mai 2025                              | Christian Theede       | 008. Film der Reihe „Dr. Nice“                                  |
| Flammende Herzen | 25. Mai 2025                              | Ulrike Grote           | 009. Film der Reihe „Dr. Nice“                                  |